# 김사랑 (2009년 배우)
김사랑(2009년 ~ )은 대한민국의 배우이다.

## 연기 활동

### 드라마
- 2015년 SBS 드라마스페셜 《마을 - 아치아라의 비밀》
- 2015년 MBC 저녁 일일연속극 《딱 너 같은 딸》
- 2016년 MBC 월화 미니시리즈 《캐리어를 끄는 여자》
- 2016년 MBC 주말연속극 《가화만사성》
- 2017년 MBC 수목 특별기획 드라마 《군주 - 가면의 주인》
- 2017년 JTBC 금토 미니시리즈 《품위있는 그녀》
- 2017년 SBS 주말 특별기획 드라마 《언니는 살아있다》
- 2023년 KBS1 저녁 일일연속극 《금이야, 옥이야》

### 광고
- 2014년 CF 《건강보험심사평가원》
- 2015년 CF 《NH 농협은행》
- 2015년 CF 《콩순이 딸기쥬스 만드는 믹서기목욕놀이》
- 2015년 CF 《콩순이 펭이와 말하는청진기》
- 2015년 CF 《뽀로로 청소박사》
- 2015년 CF 《헬로펫》
- 2015년 CF 《길벗스쿨》
- 2015년 CF 《횡성축협한우》
- 2015년 CF 《콩순이옹알이콩콩이》
- 2015년 CF 《밀고가면 노래하는 콩순이유모차》
- 2015년 CF 《헬로펫동물병원&수다쟁이》
- 2015년 CF 《뽀로로 청소 박사》
- 2015년 CF 《콩순이 믹서기 목욕 놀이》
- 2015년 CF 《옷 입는 콩콩이》
- 2015년 CF 《어린이 도서 길벗 스쿨》
- 2016년 CF 《뽀로로 아이스크림 가게》
- 2019년 CF 《아이스크림 홈런 영어 학습기》
- 2021년 CF 《동아 출판사 교과서》

### 기타
- 2015년 EBS1 《딩동댕유치원》